# Нескінченна криза
«Нескінченна криза» (англ. Infinite Crisis) — коміксова сюжетна арка з семи випусків, яку видало DC Comics у 2005–2006 роках. Над нею працювали сценарист Джефф Джонс і художники Філ Хіменес, Джордж Перес, Айван Рейс і Джеррі Ордвей. Кожен випуск серії мав по дві варіантні обкладинки — одну малював Джордж Перес, іншу — Джим Лі з Сандрою Гоуп.

## Сюжет
Серія стала прямим сиквелом до «Криза на нескінченних Землях» 1985 року, що свого часу «перезавантажила» континуїтет DC, намагаючись виправити суперечності, що накопичилися за 50 років. Infinite Crisis знову порушила тему мультивсесвіту, повернувши таких персонажів, як Кал-Ел — альтернативна версія Супермена з Землі-2, та інших героїв, яких давно не було в основному всесвіті. Центральною темою стала дискусія про природу героїзму: у коміксі протиставляються світлі й ідеалістичні герої минулого покоління — героїв Золотої та Срібної доби — і темніші, психологічно складні персонажі сучасної доби. Сюжет розгортається на тлі кризи довіри серед героїв, напруженості у Лізі Справедливості та загроз з боку альтернативних реальностей.

## Випуски
До сюжетної арки всього входить 98 випусків коміксів:
- Infinite Crisis #1 (2005)
- Gotham Central #37
- JLA #124-125
- Outsiders (Том 3) #29-30
- Teen Titans (Том 3) #29
- Wonder Woman (Том 2) #222
- Superman (Том 2) #223
- Firestorm (Том 3) #19
- Teen Titans (Том 3) #30-31
- Green Lantern (Том 4) #7-8
- Birds of Prey #86-90
- Aquaman (Том 6) #32-36
- Adventures of Superman #646-647
- Gotham Central #38-40
- Superman (Том 2) #224
- Wonder Woman (Том 2) #223
- JSA Classified #4
- Infinite Crisis #2
- Firestorm (Том 3) #20
- Outsiders (Том 3) #31-33
- Hawkman (Том 4) #47-49
- Superman (Том 2) #225
- JSA #81
- Aquaman (Том 6) #37
- Wonder Woman (Том 2) #224
- Infinite Crisis #3
- JSA #82
- Aquaman (Том 6) #38-39
- After Aquaman (Том 6) #39
- Robin (Том 4) #143-145
- Infinite Crisis Special: Day of Vengeance #1 (2006)
- JSA Classified #8-9
- Batman #648-650
- Infinite Crisis #4
- Nightwing (Том 2) #116
- Teen Titans (Том 3) #32
- Wonder Woman (Том 2) #225
- Robin (Том 4) #146-147
- Firestorm (Том 3) #21-22
- Infinite Crisis Special: Rann-Thanagar War #1 (2006)
- Manhunter (Том 3) #16-19
- Catwoman (Том 3) #52
- Birds of Prey #91
- Wonder Woman (Том 2) #226
- Adventures of Superman #648
- Teen Titans (Том 3)Annual #1 (2006)
- Nightwing (Том 2) #117
- Infinite Crisis #5
- Superman (Том 2) #226
- Action Comics #836
- Adventures of Superman #649
- Teen Titans (Том 3) #33
- Infinite Crisis Secret Files and Origins #1 (2006)
- Batman Annual #25
- Infinite Crisis #6
- Infinite Crisis Special: The OMAC Project #1 (2006)
- Infinite Crisis Special: Villains United #1 (2006)
- Infinite Crisis #7
- Green Arrow (Том 3) #54-59
- Superman/Batman #26
- Crisis Aftermath: The Spectre #1 (2006)
- Crisis Aftermath: The Spectre #2-3
- Superman #712

## Сприйняття
Перший випуск став найпродаванішим коміксом жовтня 2005 року з понад 249 тисячами попередніх замовлень — майже вдвічі більше, ніж у найближчого конкурента (House of M #7). Другий випуск також очолив продажі в листопаді 2005 року. Infinite Crisis не лише підсумувала події, що накопичувалися впродовж десятиліть, а й заклала підґрунтя для нових історій у посткризовому світі DC.